# 1931年の音楽
1931年の音楽（1931ねんのおんがく）では、1931年（昭和6年）の世界の音楽の動向についてまとめる。

## できごと
- アメリカでは世界恐慌の影響が深刻で、1930年代の売り上げは、その前の10年間の10分の1にまで落ち込んでしまった[1]。
- 6月13日 - 日本の神宮球場では、早稲田大学第六応援歌「紺碧の空」（住治男作詞・古関裕而作曲）を初めて演奏

## 洋楽シングル/出版曲
- デューク・エリントン[2]&ヒズ・オーケストラ「ムード・インディゴ」
- J・フレッド・クーツ、ニック・ケニー、チャールズ・ケニー「砂に書いたラブレター」[3]
- ジェラルド・マークスとセイモア・シモンズ「オール・オブ・ミー」
- ジョージ・ガーシュウィン「セカンド・ラプソディ」
- ジョン・クレナー「ジャスト・フレンズ」
- セバスティアン・ピアナ「ミロンガ・センチメンタル」
- ヴァーナー・リヒャルト・ハイマン「これぞマドロスの恋」
- ハーマン・フップフェルド「アズ・タイム・ゴーズ・バイ」
- アイナー・アーロン・スワン「ウェン・ユア・ラヴァー・ハズ・ゴーン」

## 邦楽シングル
- 小唄勝太郎「柳の雨」
- 藤山一郎「酒は涙か溜息か」「丘を越えて」
- 徳山璉「侍ニッポン」
- 佐藤千夜子「影を慕いて」
- 天野喜久代「赤い翼」「チャッカリしてるわね」
- 河原喜久恵「月の浜辺」
- 藤野豊子「わたしこのごろ変なのよ」
- 住治男、古関裕而「紺碧の空」
- 野村俊夫、古関裕而「福島行進曲」
- 竹久夢二、古関裕而「福島夜曲」
- 内田栄一「ラジオ体操のうた」
- 宮城道雄「ワンワンニャオニャオ」
- 県歌「神奈川県々歌」
- 唱歌「こいのぼり」
- 市歌「郡山市歌」「仙台市民歌」「伏見市歌」

## クラシック
- アルノルト・シェーンベルク「ピアノ曲作品33」
- イーゴリ・ストラヴィンスキー「ヴァイオリン協奏曲」
- ウィリアム・ウォルトン「ベルシャザールの饗宴」
- カール・ニールセン「コンモツィオ」
- バルトーク・ベーラ「44のヴァイオリン二重奏曲」
- フレデリック・ディーリアス「夏の歌」

## 誕生
- 1月3日 - 横溝亮一（音楽評論家、+2015年・84歳没）
- 1月3日 - 岸部清（歌手、東京ウエスタンボーイス、+2019年・88歳没）
- 1月14日 - マヌエル・ガルバン（ギタリスト、+2011年・80歳没）
- 1月14日 - 副島輝人（ジャズ評論家、+2014年・83歳没）
- 1月20日 - 中村八大（、作曲家、+1992年・61歳没）
- 1月28日 - 野崎眞一（愛知県、作曲家、+2014年・82歳没）
- 2月4日 - 漣健児（作詞家・訳詞家、+2005年・74歳没）
- 2月11日 - 小林武史（ヴァイオリニスト）
- 2月12日 - 小林秀雄（作曲家、+2017年・86歳没）
- 2月16日 - 高倉健（俳優・歌手、+2014年・83歳没）
- 2月16日 - 和田弘（東京都、歌手、和田弘とマヒナスターズ、+2004年・72歳没）
- 2月16日 - 大岡信（詩人・評論家・作詞家、+2017年・86歳没）
- 2月24日 - 池野成（北海道、作曲家、+2004年・73歳没）
- 2月27日 - 白石かずこ（詩人・翻訳家）
- 3月2日 - 青木望（東京都、作曲家）
- 3月3日 - ヴェルナー・ハース（ピアニスト、+1976年・45歳没）
- 3月4日 - 天知茂（俳優・歌手、+1985年・54歳没）
- 3月5日 - バリー・タックウェル（ホルン奏者、+2020年・88歳没）
- 3月7日 - マディ・メスプレ（オペラ歌手、+2020年・89歳没）
- 3月16日 - 三浦哲郎（小説家・作詞家、+2010年・79歳没）
- 3月18日 - 小池朝雄（声優・歌手、+1985年・54歳没）
- 3月18日 - 宮川泰（北海道、作曲家、+2006年・75歳没）
- 3月23日 - 戸川昌子（推理作家・シャンソン歌手、+2016年・85歳没）
- 3月24日 - 神楽坂はん子（東京都、芸者歌手、+1995年・64歳没）
- 3月27日 - 松平頼暁（現代音楽作曲家・生物物理学者）
- 4月6日 - ラドミル・エリシュカ（指揮者、+2019年・88歳没）
- 4月11日 - すぎやまこういち（東京都、作曲家）
- 4月18日 - 山木幸三郎（ギタリスト、宮間利之とニューハード、+2018年・87歳没）
- 4月25日 - 寺田瀧雄（和歌山県、作曲家、+2000年・69歳没）
- 4月26日 - 小森昭宏（東京都、作曲家、+2016年・85歳没）
- 4月27日 - イーゴリ・オイストラフ（ヴァイオリニスト）
- 5月2日 - 南安雄（京都府、作曲家、+2012年・81歳没）
- 5月4日 - ゲンナジー・ロジェストヴェンスキー（指揮者、+2018年・87歳没）
- 5月7日 - テレサ・ブリュワー（歌手、+2007年・76歳没）
- 5月10日 - 外山雄三（東京都、指揮者）
- 5月15日 - D・J・フォンタナ（ドラマー、+2018年・87歳没）
- 5月17日 - ジャッキー・マクリーン（サクソフォーン奏者、+2006年・74歳没）
- 5月17日 - デューイ・レッドマン（ジャズサクソフォーン奏者、+2006年・75歳没）
- 5月29日 - 芦屋雁之助（俳優・歌手、+2004年・72歳没）
- 5月31日 - 岩崎勇（オーボエ奏者、+2008年・77歳没）
- 6月10日 - ジョアン・ジルベルト（、歌手・ギタリスト、+2019年・88歳没）
- 6月20日 - アルネ・ノールヘイム（作曲家、+2010年・78歳没）
- 6月23日 - 二葉百合子（東京都、演歌歌手）
- 7月6日 - ダニー・ホワイト、ニューオーリンズのR&B歌手（+1996年・64歳没）
- 7月11日 - タブ・ハンター（俳優・歌手、+2018年・86歳没）
- 7月12日 - 築地容子（歌手・女優、+2013年・82歳没）
- 7月18日 - 中原美紗緒（東京都、シャンソン歌手、+1997年・65歳没）
- 8月1日 - 若原一郎（神奈川県、歌手、+1990年・58歳没）
- 8月13日 - 千葉耕市（声優・俳優・音響監督、+2001年・70歳没）
- 8月13日 - 平岡精二（東京都、ジャズミュージシャン、+1990年・58歳没）
- 8月20日 - ポール・ロビ（歌手、プラターズ、+1989年）
- 9月7日 - チャールズ・カミレーリ（作曲家、+2009年・77歳没）
- 9月12日 - ジョージ・ジョーンズ（歌手、+2013年・81歳没）
- 9月22日 - ネルロ・サンティ（指揮者、+2020年・88歳没）
- 10月9日 - 高橋英郎（音楽・文芸評論家、+2014年・82歳没）
- 10月17日 - ゲルト・ザイフェルト（ホルン奏者、+2019年・87歳没）
- 10月19日 - マノロ・エスコバル（歌手、+2013年・82歳没）
- 10月22日 - 林光（東京都、作曲家、+2012年・80歳没）
- 10月23日 - ジャニー喜多川（ジャニーズ事務所社長、+2019年・87歳没）
- 10月25日 - 岡村喬生（オペラ歌手・俳優、+2021年・89歳没）
- 11月1日 - ドミトリー・バシキーロフ（ピアニスト、+2021年・89歳没）
- 11月1日 - いかりや長介（東京都、ベーシスト・コメディアン・俳優、ザ・ドリフターズ、+2004年・72歳没）
- 11月1日 - 大村崑（コメディアン・俳優・歌手）
- 11月1日 - 菊池俊輔（青森県、作曲家、+2021年・89歳没）
- 11月2日 - フィル・ウッズ（ジャズミュージシャン、+2015年・83歳没）
- 11月5日 - アイク・ターナー（、ミュージシャン、+2007年・76歳没）
- 11月16日 - ヒューバート・サムリン（ギタリスト、+2011年・80歳没）
- 11月26日 - ヨーゼフ・シヴォー（ヴァイオリニスト、+2007年・75歳没）
- 11月29日 - 勝新太郎（俳優・歌手、+1997年・65歳没）
- 12月3日 - セルゲイ・ドレンスキー（ピアニスト、+2020年・88歳没）
- 12月5日 - 香川京子（女優・元歌手）
- 12月8日 - 相倉久人（音楽評論家、+2015年・83歳没）
- 12月15日 - 谷川俊太郎（詩人・翻訳家・絵本作家・作詞家）
- 12月16日 - ケネス・ギルバート（チェンバロ奏者、+2020年・88歳没）
- 12月18日 - アレン・クライン（ビートルズ/ザ・ローリング・ストーンズ元マネージャー、+2009年・77歳没）
- 12月19日 - ダルトン・ボールドウィン（ピアニスト、+2019年・87歳没）
- 12月23日 - マリア・ティーポ（ピアニスト）
- 12月24日 - マウリシオ・カーゲル（作曲家、+2008年・76歳没）
- 12月24日 - レイ・ブライアント（ピアニスト、+2011年・79歳没）
- 12月26日 - 西條孝之介（サックス奏者）
- 12月27日 - スコティ・ムーア（ギタリスト、+2016年・84歳没）
- 12月27日 - 高橋達也（山形県、サックス奏者、+2008年・76歳没）

月日不明
- 池多孝春（作曲家、+2014年・83歳没）
- 小田清（バリトン歌手、+2014年・83歳没）
- 清田健一（指揮者、+2014年・82歳没）

## 死去
- 4月4日 - ジョージ・ホワイトフィールド・チャドウィック、作曲家（* 1854年）
- 5月12日 - ウジェーヌ・イザイ、ヴァイオリニスト・作曲家（* 1858年）
- 9月3日 - フランツ・シャルク、指揮者（* 1863年）
- 10月3日 - カール・ニールセン、作曲家（* 1865年）
- 10月20日 - エマヌエル・モール、作曲家・ピアニスト・楽器発明家（* 1863年）
- 12月2日 - ヴァンサン・ダンディ、作曲家（* 1851年）